# Museu Nacional de Arqueologia

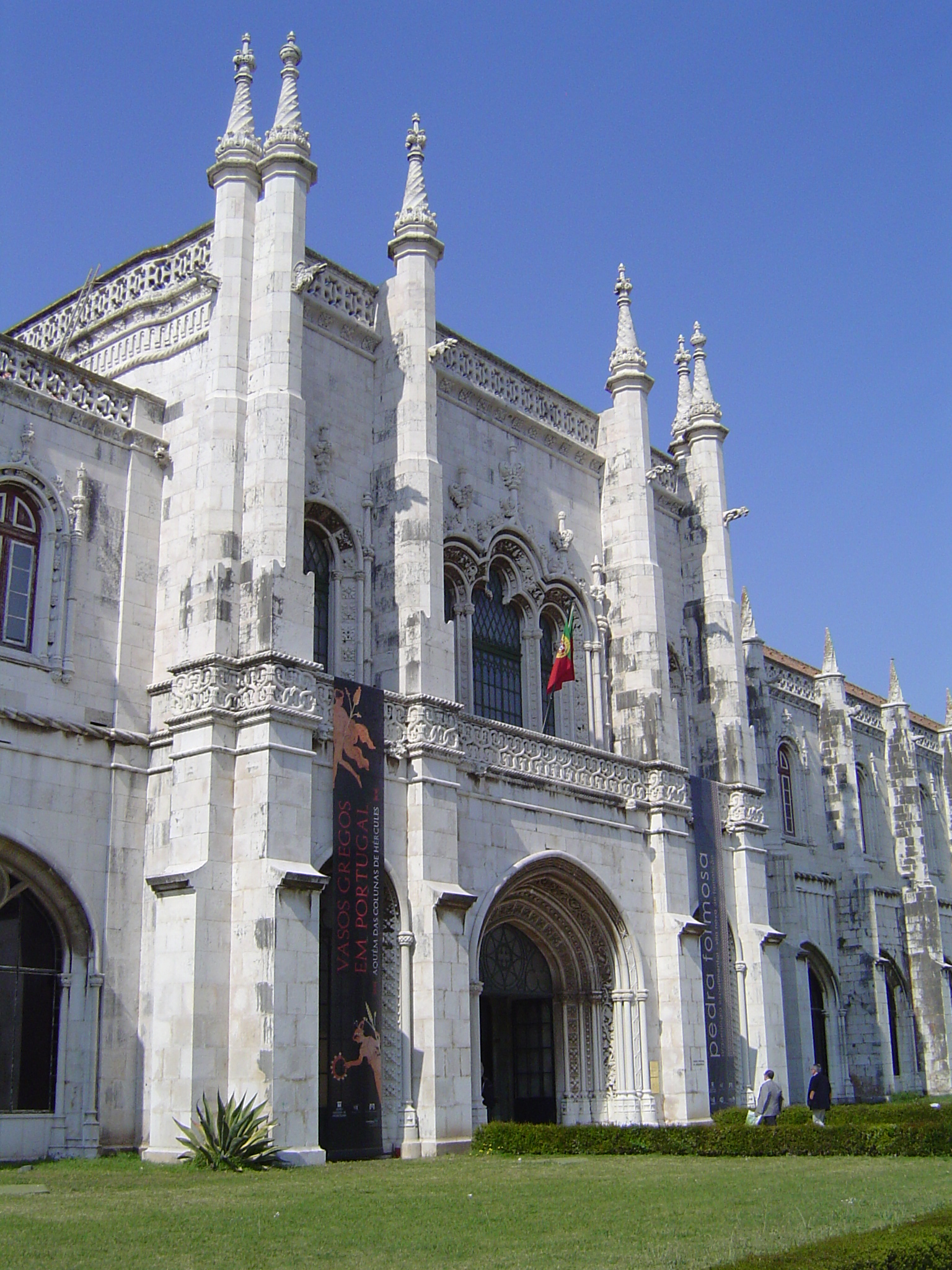
Haupteingang

Das Museu Nacional de Arqueologia (deutsch: „Nationalmuseum für Archäologie“) ist ein Museum in Lissabons Stadtteil Belém.

## Geschichte
Das Museum wurde 1893 vom portugiesischen Archäologen José Leite de Vasconcelos als Museu Ethnographico Português („Portugiesisches Ethnographisches Museum“) gegründet. Der Anfangsbestand waren die Sammlung des Gründers und die Sammlung eines weiteren Privatmannes: Estácio da Veiga. Viele Kunstgegenstände wurden vom Museu Nacional de Arte Antiga (Nationalmuseum für alte Kunst) übernommen. Nach der Ausrufung der Republik im Jahre 1910 wurde die Sammlung um große Bestände aus dem Eigentum des Königshauses erweitert.
Zahlreiche Exponate stammen auch aus eigener Ausgrabungstätigkeit, die das Museum seit seiner Anfangszeit vornimmt. Seit 1895 berichtet das Museum in seiner eigenen wissenschaftlichen Publikation O Arqueólogo Português („Der portugiesische Archäologe“) von seinen Tätigkeiten.
Die Dauersammlung besteht aus zwei Hauptabteilungen: Funde aus Ägypten und Funde aus Portugal. Letztere präsentiert zahlreiche Funde aus der Bronzezeit und verfügt auch über eine bedeutende Sammlung römischer Mosaike, die hauptsächlich aus Südportugal stammen. Zusätzlich werden ständig Ausstellungen zu Spezialthemen eingerichtet, die dann im Regelfall durch wissenschaftliche Publikationen begleitet werden. Das Museum unterhält auch die bedeutendste archäologische Bibliothek Portugals.

## Gebäude

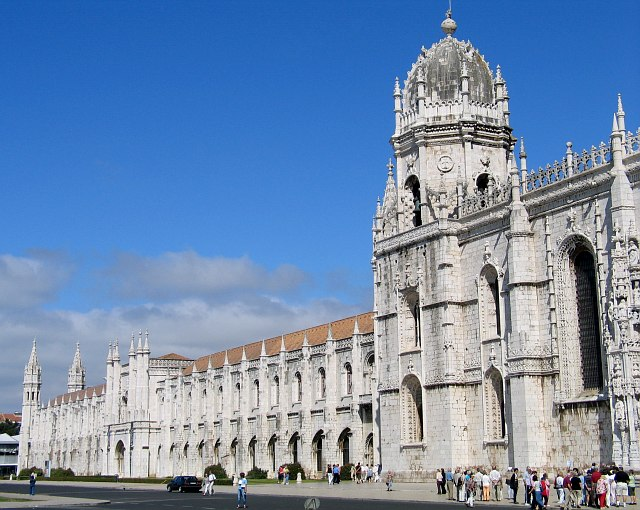
Das Hieronymus-Kloster in Belém: rechts die Kirche, in der Mitte das Archäologische Museum und links das Marinemuseum

Das Mosteiro dos Jerónimos in Belém ist eines der bedeutendsten Bauwerke Portugals, errichtet im manuelinischen Baustil. Seit jeher und seit 1983 auch offiziell gehört das Gebäude zum Weltkulturerbe.
Seit 1903 befindet sich das Nationalmuseum für Archäologie in der Mitte des Hieronymusklosters und nimmt die Gesamtfläche des als Dormitorium (Schlafsaal) konzipierten Gebäudeteils ein, der allerdings meist nur als Lagerfläche benutzt worden war. Der Eingang befindet sich im Westportal. Am westlichen Ende des Museums schließt sich das Marinemuseum an und bildet den Abschluss des 300 Meter langen Gebäudekomplexes.

## Verwandte Themen in Portugal
Neben dem Nationalmuseum gibt es in Lissabon ein weiteres Archäologisches Museum: das Museu Arqueológico do Carmo im Convento do Carmo, wo im Wesentlichen architektonische Bruchstücke sowie mittelalterliche und jüdische Grabsteine ausgestellt sind.
Im Museum am Fundort Conimbriga bei Condeixa-a-Nova sind zahlreiche Funde aus der Römerzeit ausgestellt, die in Conimbriga und an anderen Fundstellen im Norden und in der Mitte Portugals entdeckt wurden.